# Fuerzas Armadas de la República Española
Le Forze armate repubblicane spagnole (spagnolo: Fuerzas Armadas de la República Española) furono le forze armate della Seconda repubblica spagnola dal 1931 al 1939.

## Organizzazione
Erano composte dall'Esercito popolare repubblicano (fino al 1936 Ejército de Tierra de la República), dalla Marina da guerra repubblicana, e dal 1937 anche dalle Forze aeree della Repubblica (precedentemente parte dell'esercito).
Durante la guerra civile spagnola furono inquadrati nell'esercito anche le milizie politiche (come quelle della CNT) e le Brigate internazionali.